# Эйнион ап Кунеда
Эйнион ап Кунеда (валл. Einion ap Cunedda или в архаичной форме Enniaun, лат. Engenius, англ. Enoch; ок. 420, Гододин — ок. 500 или 479), также известный как Эйнион Пылкий (валл. Yrth) — король Гвинеда с 460 года.

## Биография
Эйнион относится к числу полулегендарных правителей Гвинеда, отрывочная информация о которых сохранилась лишь в позднейших компиляциях и генеалогических списках. С другой стороны, Эйнион является единственным из сыновей Кунеды, имя которого не является эпонимом, поэтому специалисты имеют меньше оснований сомневаться в его историчности.
Будучи седьмым сыном Кунеды, Эйнион прибыл в северный Уэльс вместе с отцом и братьями для борьбы с ирландской экспансией в Уэльс. Став после смерти отца королём новообразованного Гвинеда, он вместе с Кередигом, королём Кередигиона, и Мейрхион, королём Мейрионидда, возглавил дом Кунеды и упрочил контроль над областью.
Эйнион оставил после себя нескольких сыновей: Кадваллона Лаухира, унаследовавшего трон Гвинеда, Оуайна Дантгвина, первого лорда Роса, Тегога, лорда Пеннардда в Арвоне.